# Пливање на Летњим олимпијским играма 2024 — 400 м слободно за мушкарце
Трке на 400 метара слободним стилом за мушкарце на Летњим олимпијским играма 2024. одржале су се 27. јуна (квалификације и финале) на базену Дефанс арене у Паризу. Трка на 400 метара слободним стилом је по 28. пут била део званичног олимпијског програма од њеног званичног дебија на ЛОИ 1904. године. 
За трке у овој дисциплини било је пријављено 37 такмичара из 31 земље.
Титулу олимпијског победника освојио је репрезентативац Немачке Лукас Мертенс који је био убедљиво први у обе испливане трке. Била је то уједно и прва златна олимпијска медаља у историји за Немачку у овој дисциплини. Сребро је освојио Аустралијанац Илајџа Винингтон, а бронзу Ким Вумин из Јужне Кореје. 

## Освајачи медаља
|                     | Резултат |                        | Резултат |                 | Резултат |
|                     |          |                        |          |                 |          |
| Лукас Мертенс (GER) | 3:41.78  | Илајџа Винингтон (AUS) | 3:42.21  | Ким Вумин (KOR) | 3:42.50  |

## Званични рекорди
Пре почетка такмичења, званични рекорди у овој дисциплини су били следећи:
|                      | Име                 | Резултат | Место                         | Датум         |
| -------------------- | ------------------- | -------- | ----------------------------- | ------------- |
| Светски рекорд СР    | Паул Бидерман (НЕМ) | 3:40.07  | Рим (Италија)                 | 26. јул 2009. |
| Олимпијски рекорд ОР | Суен Јанг (КИН)     | 3:40.14  | Лондон (Уједињено Краљевство) | 28. јул 2012. |

## Квалификационе норме
Квалификациона норма за учешће у овој дисциплини износила је 3:46.78 и сви пливачи који су испливали трку у том времену на неком од званичних такмичења у периоду између 1. марта 2023. и 23. јуна 2024, стекли су право да учествују на Ирама у Паризу. У случају да довољан број пливача нема испливану квалификациону норму, следећи параметар је било селекционо време од 3:47.91. Свака од земаља је имала право да учествује са по максимално два такмичара по дисциплини, под условом да оба такмичара имају испливану квалификациону норму. Одређен број учесничких квота је попуњен на основу специјалних позивница земљама које немају квалификованих спортиста у пливању.

## Резултати квалификација
Квалификационе трке у дисциплини 400 метара слободно за мушкарце су пливане 27. јуна у јутарњем делу програма, са почетком од 11.45 часова по локалном времену (UTC+2). У квалификацијама је учествовало 37 пливача из 31 земље, пливало се у 5 квалификационих група, а директан пласман у финале остварило је 8 пливача са најбољим резултатима.
| Пласман | Трка | Стаза | Пливач             | НОК                       | Резултат | Нап. |
| ------- | ---- | ----- | ------------------ | ------------------------- | -------- | ---- |
| 1.      | 5    | 4     | Лукас Мертенс      | Немачка                   | 3:44.13  | КВ   |
| 2.      | 4    | 3     | Гиљерме Коста      | Бразил                    | 3:44.23  | КВ   |
| 3.      | 3    | 3     | Феј Ливеј          | Кина                      | 3:44.60  | КВ   |
| 4.      | 5    | 5     | Илајџа Винингтон   | Аустралија                | 3:44.87  | КВ   |
| 5.      | 4    | 4     | Самјуел Шорт       | Аустралија                | 3:44.88  | КВ   |
| 6.      | 4    | 1     | Арон Шејкел        | Сједињене Америчке Државе | 3:45.45  | КВ   |
| 7.      | 4    | 5     | Ким Вумин          | Јужна Кореја              | 3:45.52  | КВ   |
| 8.      | 5    | 3     | Оливер Клемет      | Немачка                   | 3:45.75  | КВ   |
| 9.      | 3    | 5     | Ахмед Жауади       | Тунис                     | 3:46.19  |      |
| 10.     | 4    | 7     | Данас Рапшис       | Литванија                 | 3:46.27  |      |
| 11.     | 4    | 8     | Киран Смит         | Сједињене Америчке Државе | 3:46.47  |      |
| 12.     | 5    | 1     | Џанг Џаншуо        | Кина                      | 3:46.76  |      |
| 12.     | 4    | 2     | Лукас Енво         | Белгија                   | 3:46.76  |      |
| 14.     | 3    | 8     | Залан Шаркањ       | Мађарска                  | 3:47.33  |      |
| 15.     | 3    | 7     | Давид Обри         | Француска                 | 3:47.53  |      |
| 16.     | 5    | 8     | Киран Берд         | Уједињено Краљевство      | 3:47.54  |      |
| 17.     | 5    | 7     | Марко Де Тулио     | Италија                   | 3:47.90  |      |
| 18.     | 3    | 4     | Виктор Јохансон    | Шведска                   | 3:47.98  |      |
| 19.     | 3    | 1     | Алфонсо Местре     | Венецуела                 | 3:48.20  |      |
| 20.     | 3    | 6     | Матео Ламберти     | Италија                   | 3:48.38  |      |
| 21.     | 5    | 2     | Петар Мицин        | Бугарска                  | 3:49.30  |      |
| 22.     | 2    | 5     | Крегор Зирк        | Естонија                  | 3:49.59  |      |
| 23.     | 4    | 6     | Антонио Ђаковић    | Швајцарска                | 3:49.77  |      |
| 24.     | 5    | 6     | Феликс Аубек       | Аустрија                  | 3:50.50  |      |
| 25.     | 2    | 7     | Едуардо Систернас  | Чиле                      | 3:51.29  | НР   |
| 26.     | 2    | 3     | Иља Сибирцев       | Узбекистан                | 3:51.52  |      |
| 27.     | 2    | 4     | Ћу Хаојен          | Малезија                  | 3:51.66  |      |
| 28.     | 3    | 2     | Едуардо Мораес     | Бразил                    | 3:51.74  |      |
| 29.     | 2    | 2     | Хоакин Варгас      | Перу                      | 3:54.59  |      |
| 30.     | 2    | 6     | Јован Лекић        | Босна и Херцеговина       | 3:57.90  |      |
| 31.     | 2    | 8     | Павел Аловацки     | Молдавија                 | 3:59.77  |      |
| 32.     | 2    | 1     | Лорис Бјанки       | Сан Марино                | 4:01.13  |      |
| 33.     | 1    | 5     | Илијас ел Фалаки   | Мароко                    | 4:01.59  |      |
| 34.     | 1    | 3     | Рејквон Ноел       | Гвајана                   | 4:02.29  | НР   |
| 35.     | 1    | 6     | Алберто Вега       | Костарика                 | 4:03.14  |      |
| 36.     | 1    | 2     | Ридван Абубакар    | Кенија                    | 4:05.14  |      |
| 37.     | 1    | 4     | Никола Ђуретановић | Република Македонија      | 4:05.38  |      |

## Резултати финала
Финална трка је пливана 27. јула у вечерњем делу програма, са почетком од 20.42 часова по локалном времену.
| Пласман | Стаза | Пливач           | НОК                       | Резултат | Нап. |
| ------- | ----- | ---------------- | ------------------------- | -------- | ---- |
|         | 4     | Лукас Мертенс    | Немачка                   | 3:41.78  |      |
| 2       | 6     | Илајџа Винингтон | Аустралија                | 3:42.21  |      |
| 3       | 1     | Ким Вумин        | Јужна Кореја              | 3:42.50  |      |
| 4       | 2     | Самјуел Шорт     | Аустралија                | 3:42.64  |      |
| 5       | 5     | Гиљерме Коста    | Бразил                    | 3:42.76  | KР   |
| 6       | 3     | Феј Ливеј        | Кина                      | 3:44.24  |      |
| 7       | 8     | Оливер Клемет    | Немачка                   | 3:46.59  |      |
| 8       | 7     | Арон Шејкел      | Сједињене Америчке Државе | 3:47.00  |      |